# الکساندرا کرانیچ
 الکساندرا کرانیچ (انگلیسی: Aleksandra Krunić؛ زادهٔ ۱۵ مارس ۱۹۹۳) یک تنیس‌باز اهل صربستان است.